# Hysterical (2021)
Hysterical é um documentário americano de 2021, dirigido e produzido por Andrea Blaugrund Nevins. Segue várias comediantes ao longo de suas vidas no palco e fora dele. Judy Gold, Carmen Lynch, Kathy Griffin, Nikki Glaser, Jessica Kirson, Marina Franklin, Bonnie McFarlane, Rachel Feinstein, Lisa Lampanelli, Kelly Bachman, Iliza Shlesinger, Fortune Feimster, Sherri Shepherd e Margaret Cho aparecem no filme.
Teve sua estreia mundial no South by Southwest em 16 de março de 2021. Foi lançado em 2 de abril de 2021 pelo FX.

## Enredo
O filme segue várias mulheres comediantes no palco, nos bastidores e fora do palco, explorando sua jornada árdua para se tornarem as vozes de sua geração.

## Elenco
- Judy Gold
- Carmen Lynch
- Kathy Griffin
- Nikki Glaser
- Jessica Kirson
- Marina Franklin
- Bonnie McFarlane
- Rachel Feinstein
- Lisa Lampanelli
- Kelly Bachman
- Iliza Shlesinger
- Fortune Feimster
- Sherri Shepherd
- Margaret Cho
- Wendy Liebman
- Moms Mabley (imagens de arquivo)
- Phyllis Diller (imagens de arquivo)
- Joan Rivers (imagens de arquivo)
- Wanda Sykes (imagens de arquivo)
- Totie Fields (imagens de arquivo)
- Elayne Boosler (imagens de arquivo)
- Amy Schumer (imagens de arquivo)
- Chelsea Handler (imagens de arquivo)
- Ali Wong (imagens de arquivo)

## Lançamento
O filme teve sua estreia mundial no South by Southwest em 16 de março de 2021. Foi lançado nos Estados Unidos no FX em 2 de abril de 2021. Ele teve sua estreia internacional no Hot Docs International Film Festival em 29 de abril de 2021.
Hysterical também foi lançado internacionalmente no Disney+ através do hub Star e na América Latina através do Star+.[carece de fontes?]

## Recepção
Hysterical detém uma taxa de aprovação de 88% no site agregador de avaliações Rotten Tomatoes, com base em 17 avaliações, com uma média ponderada de 8,3/10. O consenso dos críticos do site diz: "Hysterical pode não sondar as desvantagens sistêmicas tão profundamente quanto poderia, mas se destaca como uma celebração franca e às vezes alegre de mulheres muito engraçadas que deixaram sua marca em uma indústria que muitas vezes marginaliza suas conquistas." No Metacritic, o filme tem uma classificação de 75 em 100, com base em 4 críticas, indicando "críticas geralmente favoráveis".